# 이리야역 (가나가와현)
이리야역(일본어: 入谷駅)은 일본 가나가와현 자마시에 위치한 동일본 여객철도 사가미 선의 철도역이다. 단선 승강장 1면 1선의 구조를 갖춘 지상역이다.

## 이용 현황
| 승차 인원 추이 | 승차 인원 추이 |
| 연도           | 1일 평균       |
| -------------- | -------------- |
| 1998           | 655            |
| 1999           | 677            |
| 2000           | 665            |
| 2001           | 677            |
| 2002           | 697            |
| 2003           | 698            |
| 2004           | 710            |
| 2005           | 808            |
| 2006           | 893            |
| 2007           | 1,091          |
| 2008           |                |
| 2009           |                |

## 역 주변
- JA 사가미 자마 지점
- 스즈카묘 진자

## 역사
- 1935년 6월 23일 : 사가미 철도의 역으로서 개업.
- 1944년 6월 1일 : 국유화, 국철 사가미 선의 역이 됨.
- 1961년 2월 1일 : 화물 취급 폐지.
- 1987년 4월 1일 : 일본국유철도 분할 민영화에 의해, 동일본 여객철도가 승계.
- 2001년 11월 18일 : IC 카드 Suica 사용 개시.

## 인접 역
| 동일본 여객철도 ■ 사가미 선 | 동일본 여객철도 ■ 사가미 선 | 동일본 여객철도 ■ 사가미 선 |
| --------------------------- | --------------------------- | --------------------------- |
| 에비나 지가사키 방면        | ■ 사가미 선                 | 소부다이시타 하시모토 방면  |